# Маріана Корреа
Маріана Корреа (ісп. Mariana Correa; нар. 4 листопада 1984) — колишня еквадорська тенісистка.
Найвищу одиночну позицію світового рейтингу — 558 місце досягла 27 лютого 2006, парну — 501 місце — 24 грудня 2001 року.
Здобула 3 парні титули туру ITF.

## Фінали ITF
| Турніри $15,000 |
| Турніри $10,000 |

### Одиночний розряд (0–1)
| Результат | Ранг | Дата           | Турнір                              | Покриття | Суперниця       | Рахунок  |
| --------- | ---- | -------------- | ----------------------------------- | -------- | --------------- | -------- |
| Поразка   | 1.   | 13 лютого 2006 | San Cristóbal de las Casas, Мексика | Тверде   | Petra Russegger | 3–6, 2–6 |

### Парний розряд (3–3)
| Результат | Ранг | Дата              | Турнір                     | Покриття | Партнерка              | Суперниці                               | Рахунок     |
| --------- | ---- | ----------------- | -------------------------- | -------- | ---------------------- | --------------------------------------- | ----------- |
| Поразка   | 1.   | 25 листопада 2001 | Калі (місто), Колумбія     | Ґрунт    | Ромі Фара              | Лівія Аззі Марія Фернанда Алвеш         | 5–7, 1–6    |
| Перемога  | 1.   | 30 серпня 2004    | Мехіко                     | Тверде   | Лорен Барніков         | Мелісса Торрес Сандоваль Марсела Арройо | 7–6(7), 7–5 |
| Перемога  | 2.   | 30 листопада 2009 | Гавана, Куба               | Тверде   | Ангелина Габуєва       | Ліза Зуммерер Яніна Тольян              | 6–2, 7–6(6) |
| Перемога  | 3.   | 14 грудня 2009    | Кіто, Еквадор              | Ґрунт    | Андреа Коч Бенвенуто   | Alejandra Álvarez Марі Еліс Касарес     | 7–6(3), 6–2 |
| Поразка   | 2.   | 25 червня 2011    | Алкобаса, Португалія       | Тверде   | Деніелл Міллс          | Аленка Губачек Малу Ейдесгаард          | 2–6, 5–7    |
| Поразка   | 3.   | 7 жовтня 2017     | Villa del Dique, Аргентина | Ґрунт    | Флавія Гімарайнш Буену | Фернанда Бріто Каміла Джангреко Кампіс  | 3–6, 3–6    |